# Srilankamys ohiensis
Srilankamys ohiensis är en däggdjursart som först beskrevs av Phillips 1929.  Srilankamys ohiensis är ensam i släktet Srilankamys som ingår i familjen råttdjur. IUCN kategoriserar arten globalt som sårbar. Inga underarter finns listade i Catalogue of Life.
Denna gnagare förekommer endemisk på Sri Lanka. Den vistas på öns centrala högland mellan 900 och 2300 meter över havet. Habitatet utgörs av städsegröna skogar.
Srilankamys ohiensis blir ungefär 15 cm lång (huvud och bål) och har en cirka 17 cm lång svans. Pälsen är på ovansidan mörkgrå med några bruna hår inblandade och undersidan är krämvit. Gränsen mellan dessa två färger är skarp. Arten skiljer sig från andra råttdjur i avvikande detaljer av skallens och tändernas konstruktion.
Individerna vistas främst på marken och de gräver ibland i jorden. Annars är inget känt om levnadssättet.